# Úštěk
Úštěk (německy Auscha) je město v okrese Litoměřice v Ústeckém kraji, sedmnáct kilometrů severovýchodně od Litoměřic. Žije zde přibližně 2 800 obyvatel. Je tvořen malým historickým jádrem, dvěma předměstími a 21 vesnickými místními částmi. Vlastní město leží na výrazném pískovcovém návrší v nadmořské výšce kolem 240 metrů na rozhraní chráněných krajinných oblastí České středohoří a Kokořínsko – Máchův kraj. Městem prochází silnice I/15 a železniční trať Lovosice – Česká Lípa.
Nejhodnotnější částí města je jeho střed s mnoha zachovalými pozdně gotickými měšťanskými domy, prohlášený památkovou rezervací. Proto byl Úštěk nejednou využit jako kulisa k filmům (Kolja, Rebelové, Králíček Jojo atd.). V okolí města je krásná krajina s několika rezervacemi a severně od města je veliký rybník Chmelař.
Sousedními obcemi sídla jsou Levín, Žandov, Liběšice, Snědovice, Lovečkovice, Verneřice, Hoštka, Drahobuz, Tuhaň, Blíževedly a Kravaře.

## Historie
Ostroh nad údolím Loubního a Úštěckého potoka byl osídlen už v pravěku, archeologické nálezy jsou i z 10. století. V té době tudy vedly staré obchodní cesty z Litoměřic do Lužice. Ve 14. století zde páni z Michalovic vybudovali hrad a roku 1361 byl Úštěk povýšen na město. Roku 1387 zastavili Michalovicové město Berkům z Dubé, kteří pokračovali ve výstavbě opevnění a městských bran, Litoměřické a Lipské, které byly zbořena až v 19. století. Roku 1426 koupil Úštěk husitský hejtman Václav Carda z Petrovic, který hradby rozšířil a postavil před hradem Pikartskou věž. Od roku 1475 pařil Úštěk Sezimům z Ústí, kteří brány opravili a vsadili do nich české nápisy.

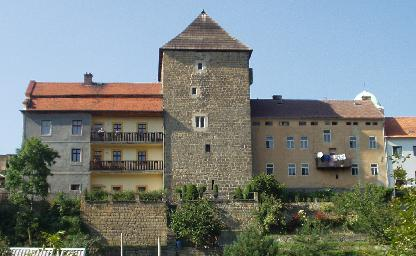
Pikartská věž

Podstatnou přestavbou prošlo město počátkem 16. století v pozdní gotice, kdy patřilo Janu Sezimovi z Ústí. V této době byla vystavěna radnice, později obnovené po požáru v roce 1765. K roku 1571 je zmiňován městský dřevěný vodovod. 
Pro účast na stavovském povstání v roce 1621 bylo město konfiskováno. Brzy poté, v roce 1623, bylo předáno jezuitům. Ti přenesli správu panství do Liběšic a úštěcký hrad ztratil svůj původní význam a jeho palácová část byla posléze přestavěna na pivovar (1677). V té době se začalo rozvíjet pěstování chmele. Úštěk se stal jedním z významných chmelařských středisek. Vzniklo zde několik sušáren chmele a v roce 1885 byla zřízena známkovna a na úštěckých chmelových trzích byl obchodován zdejší červený chmel.
Roku 1722 byl zrušen hřbitov na náměstí a postaveno honosná barokní budova děkanství, roku 1764 byl zbořen starý kostelík sv. Michala a na jeho místě postaven nový kostel sv. Petra a Pavla, který je dominantou náměstí i panoramatu města. Jezuité ve městě zbudovali několik význačných staveb: v roce 1668 byl postaven kostel Nejsvětější Trojice, architekt Octavio Broggio postavil v roce 1722 pro jezuity budovu nové fary. Počátkem 18. století vznikla také na kopci nad obcí Ostré Kalvárie s křížovou cestou a kaplí Božího hrobu. V této době bylo v Úštěku zaznamenáno 188 domů a tři hospody a městem procházela císařská silnice z Litoměřic do České Lípy. Roku 1765 postihl Úštěk požár, který zničil část domů na náměstí.

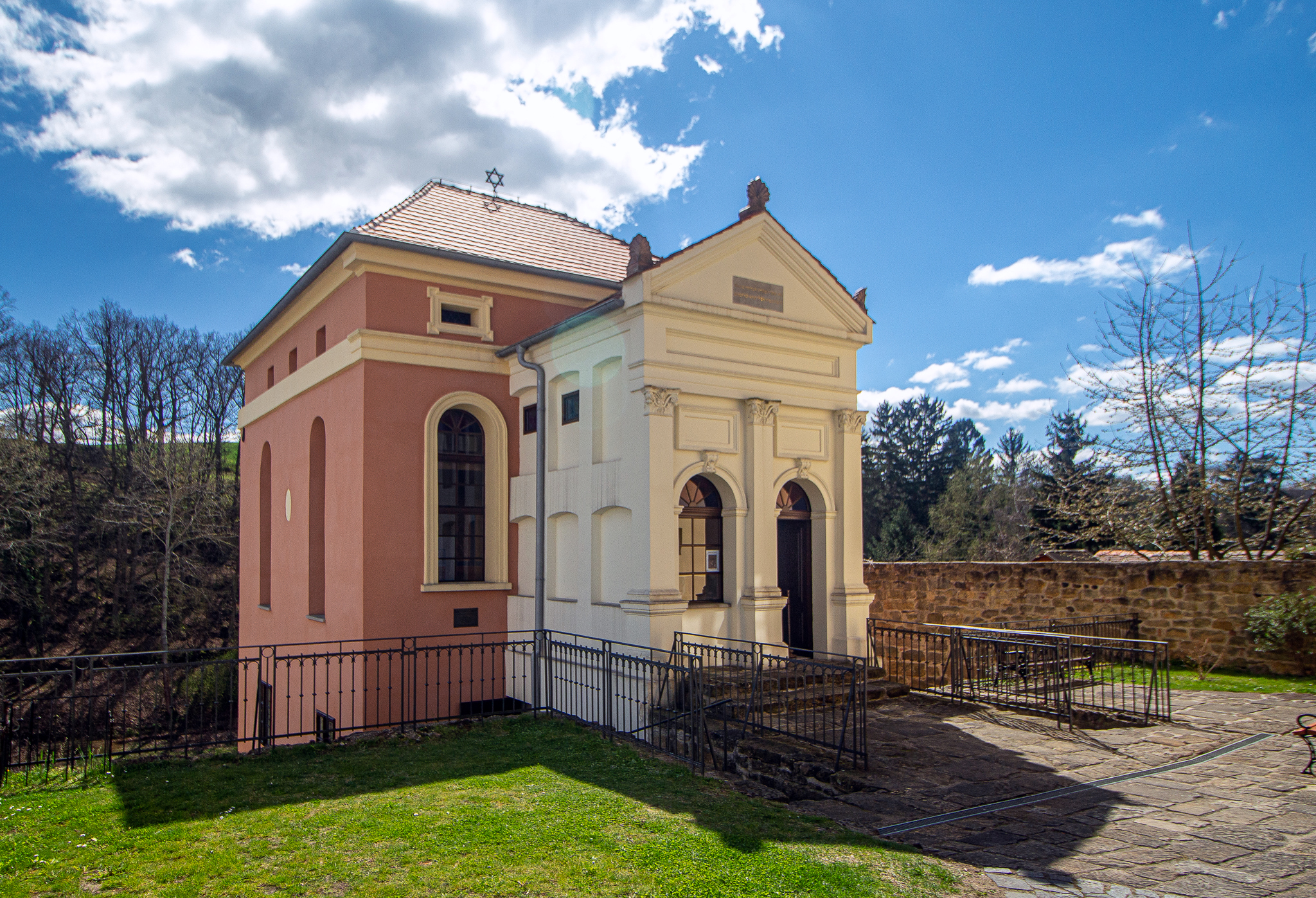
Synagoga v Úštěcké židovské čtvrti

Po zrušení jezuitského řádu převzali správu Úštěka měšťané, kteří nově zřídili školu v domě čp.45 vedle tehdejší radnice. Na místě obecního domu nedaleko hradu byla postavena budova okresního soudu, dnes sloužící městskému úřadu. Roku 1838 koupili Úštěk Lobkovicové a připojili k Roudnici. V 19. století zde začal vznikat průmysl, zejména textilní barvírny, a roku 1849 se Úštěk stal soudním okresem. 
Po podpisu Mnichovské dohody a obsazení českého pohraničí nacistickým Německem v roce 1938, bylo město až do roku 1945 začleněno do zemského okresu Litoměřice, vládního okresu Ústí, v říšské župě Sudety a část českého obyvatelstva se musela vystěhovat. Po roce 1945 byla nuceně vysídlena německá většina a do města přišlo nové obyvatelstvo. Počet obyvatel v této době výrazně klesl (2 244 v roce 1930, 1 315 v roce 1950). 

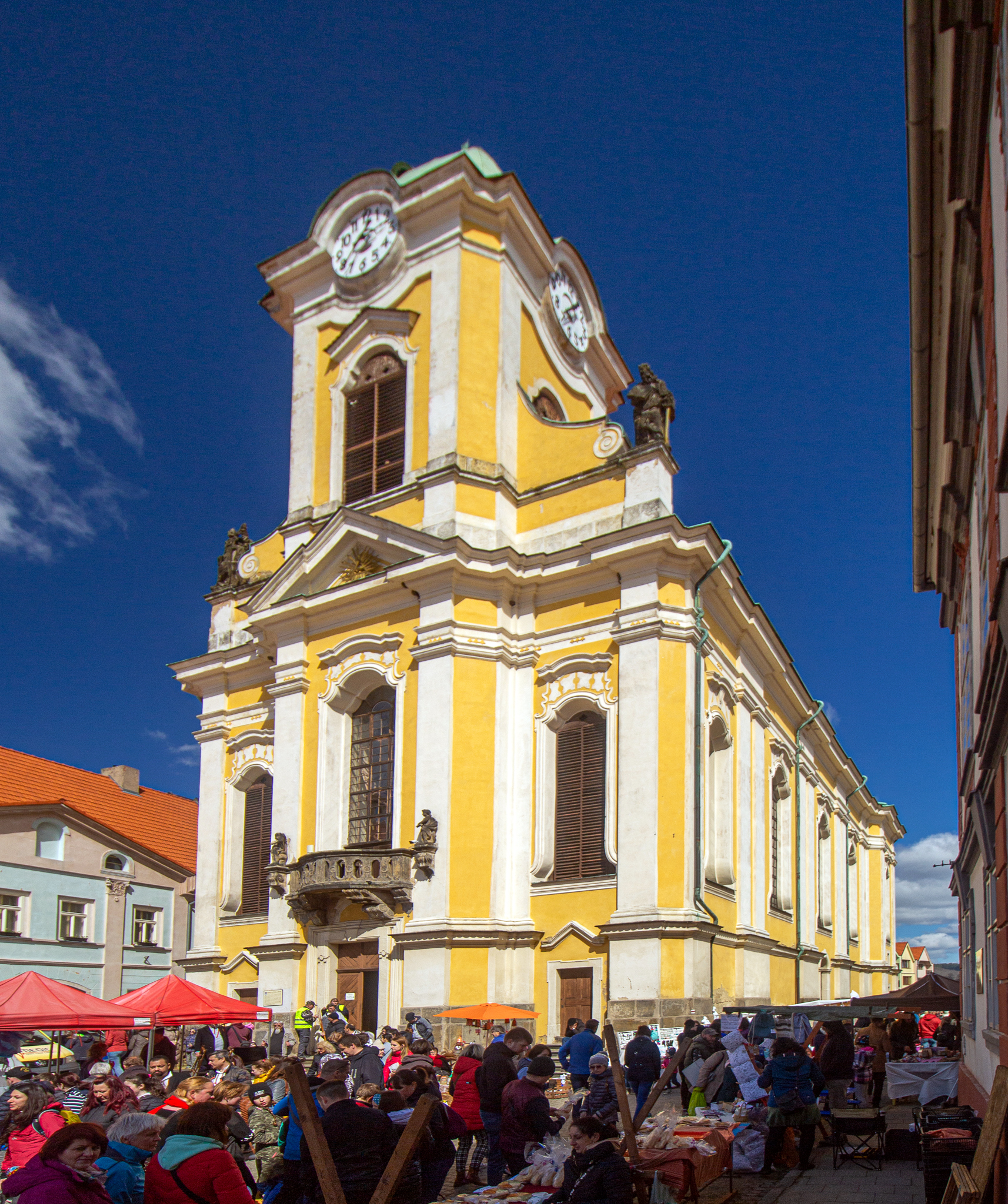
Kostel svatých Petra a Pavla

Koncem padesátých let 20. století se začalo s Úštěkem a Úštěckem počítat jako s rekreační oblastí. Byl vybudován rybník Chmelař (na místě zaniklého Velkého rybníka), v sedmdesátých letech silniční obchvat odvedl dopravu z města. V souvislosti s prohlášením města za památkovou rezervaci došlo k úpravám některých gotických domů, zahrnujících především obnovení podloubí. V posledních letech dochází k postupné rehabilitaci fasád objektů.

## Urbanismus
Město Úštěk je od roku 1980 městskou památkovou rezervací, nejmenší v České republice. Historický Úštěk byl až do druhé poloviny 19. století uceleným sídelním útvarem. Předmětem ochrany památkové rezervace je tak dochovaný půdorys ulicové zástavby sledující hřeben pískovcového ostrohu spolu s dobře zachovalou pozdně gotickou zástavbou.

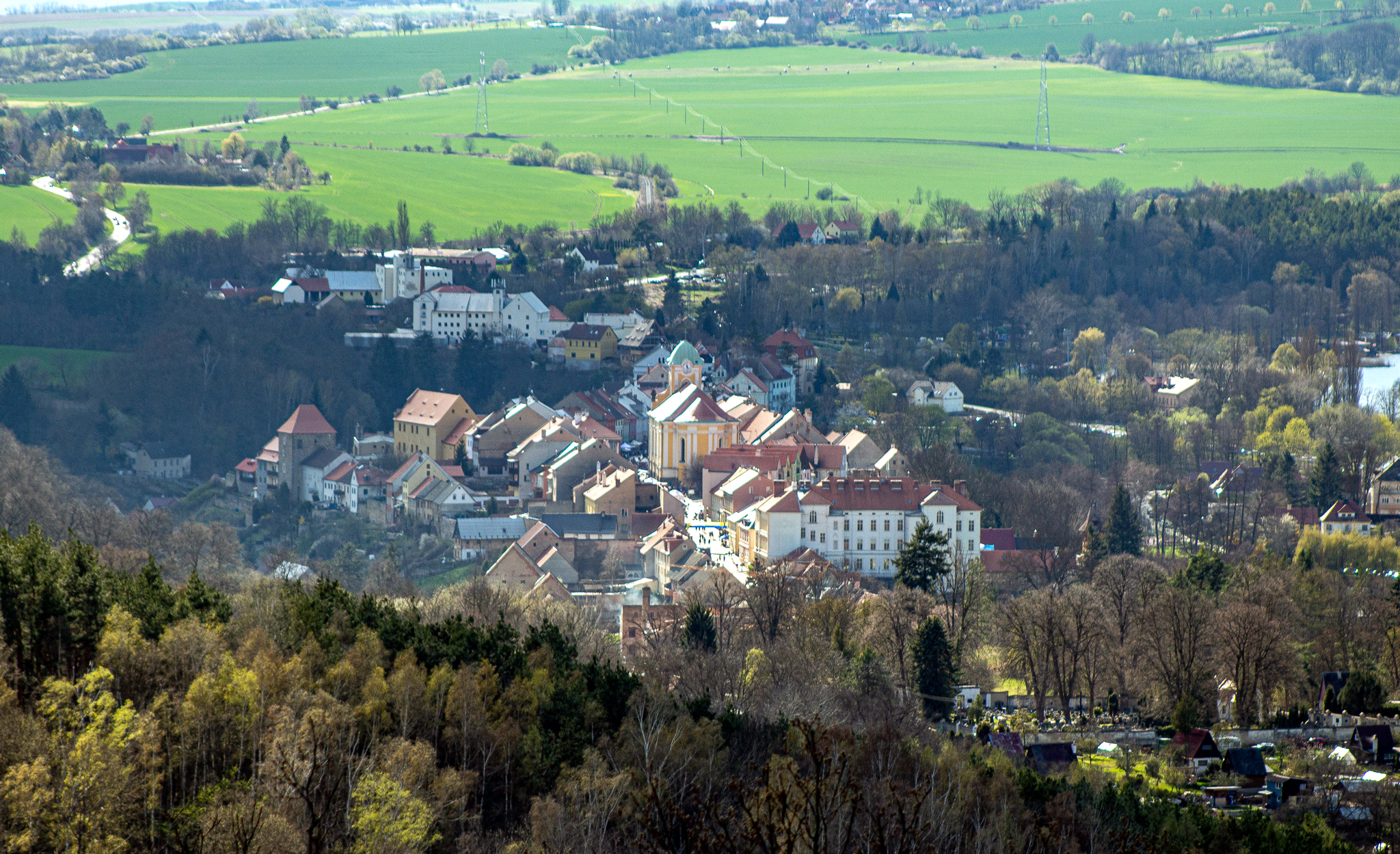
Panorama města od Kalvárie na vrchu Ostrý

Podobu města určila poloha na pískovcovém ostrohu, vysoko nad soutokem dvou potoků. Omezení na plochu ostrohu znemožnilo rozvinutí uliční sítě. Město obehnáno hradbami. Středem ostrohu a tedy i městem procházela cesta z Litoměřic do České Lípy a dále do Lužice. Ke vjezdu do města sloužily dvě brány: západní Česká byla pro chatrnost zbourána v roce 1830, východní Německá definitivně padla v roce 1882, mimo jiné proto, že bránila vjezdu vozů do města. Na jihu a severu se nacházely ještě dvě menší branky. Jádrem města se stalo ulicové náměstí, nálevkovitě se do středu rozšiřující. Domy vznikly na úzkých hlubokých parcelách s do pískovce vytesanými vícepatrovými sklepy. Tento půdorys se u valné většiny domů nezměnil dodnes, v průběhu staletí se vyvíjela jen jejich výška a stavební materiál. V gotice vznikaly jednopatrové domy s podloubím v přízemí a v prvním patře dvou až čtyřosé, s vysokým strmým štítem a střechou kolmou k náměstí. Původně bývala spodní část domů kamenná, horní patra pak byla dřevěná, se střechou pokrytou šindelem. K výraznějším stavebním úpravám docházelo jen po požárech.
Ve středověku stály domy s podloubím po obou stranách náměstí. Domy byly stavěny stejným vzorem, zepředu užší s podloubím, delší k hradbám. Řada štítových domů, které se zachovaly na severní straně západní části náměstí (domy č. 16/29 až 28/42), ukazuje vzhled zástavby menšího středověkého města. Nejstarší městské domy byly dřevěné s kamennými sklepy v několika úrovních. Později, zejména v 16. století, byly stavěny nové kamenné jednopatrové domy s loubím v přízemí a s hrázděnými štíty. V domě č. 19/29 je zachována původní černá kuchyně, u čísla 16/29 je novější rokokové průčelí. Několik pozdně gotických domů na náměstí bylo ve druhé polovině 20. století strženo (čp. 60–62), dům č. 59 ale zachován pro cenné gotické klenby.

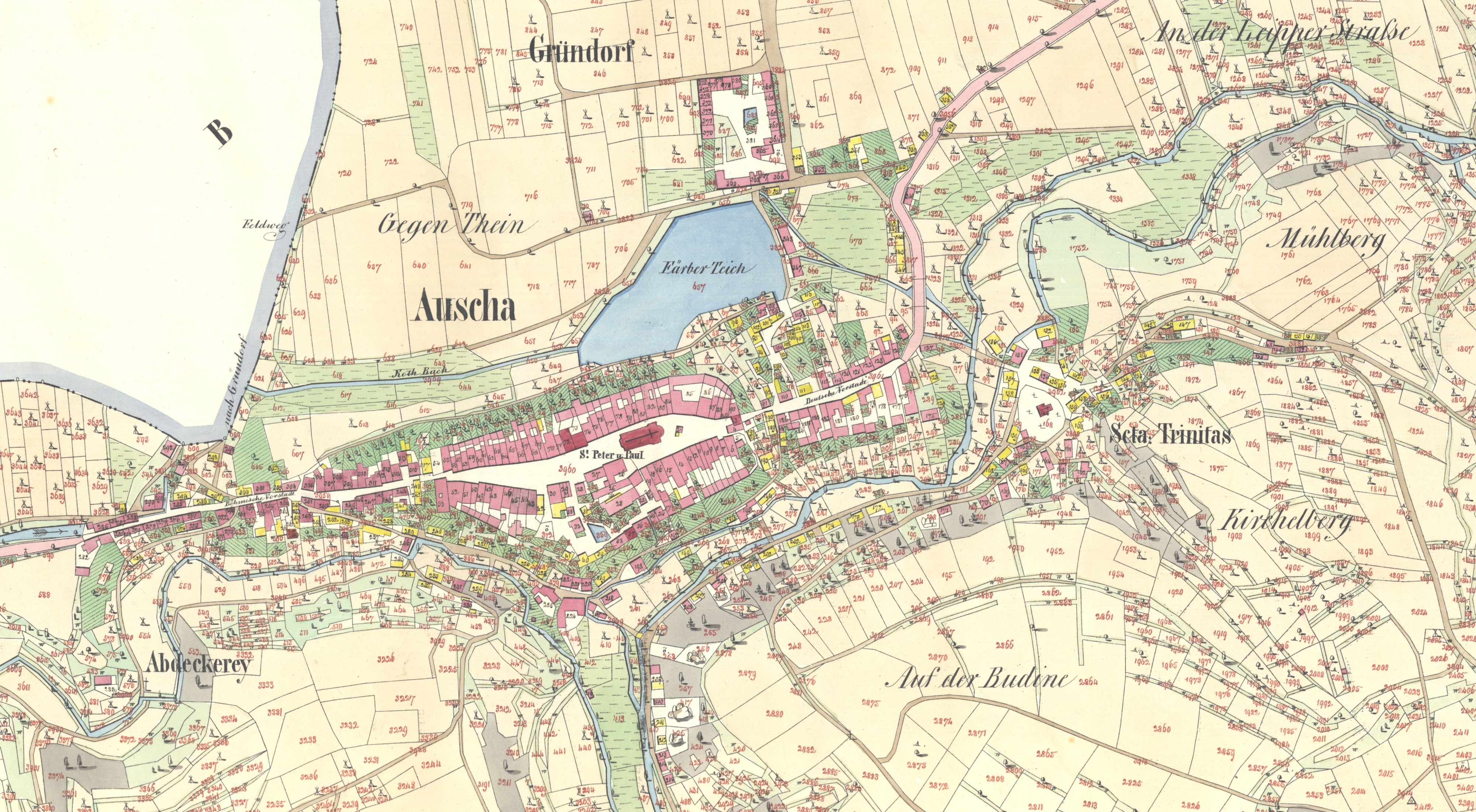
Úštěk na císařském otisku mapy Stabilního katastru (stav z roku 1843)

Když opevněné město rostoucímu počtu obyvatel nestačilo, začalo se stavět nejprve na východním Německém předměstí, kde byl povrch jen mírně svažitý. Naopak na západní straně byly svahy příkré, pro výstavbu domů tu zůstal jen úzký pruh, proto lidé využívali prostor do výšky. Ke skalní stěně přistavili dřevěné trámy, na nichž stavěli své domky, další prostory pak vyhloubili přímo do skály. Úštěk je příkladem velmi malého, strukturálně jednoduchého středověkého města, které má v současnosti své vlastní venkovské zázemí, které tvoří více než dvě desítky málo osídlených vesnic (některé samy památkově chráněné), které jsou jeho městskými částmi. Většina těchto částí s vesnickou zástavbou je přitom velmi malých, více než polovina z nich nemá ani padesát obyvatel. V okolí města jsou rovněž dochované doklady středověkého osídlení i činnosti – komunikace, lomy pískovce, terasy polí i vinic, zbytky obydlí, sklípků i vodních staveb. Je zde zachovaný židovský hřbitov s cennými náhrobky, stejně jako budova bývalé synagogy s rabínským domem.

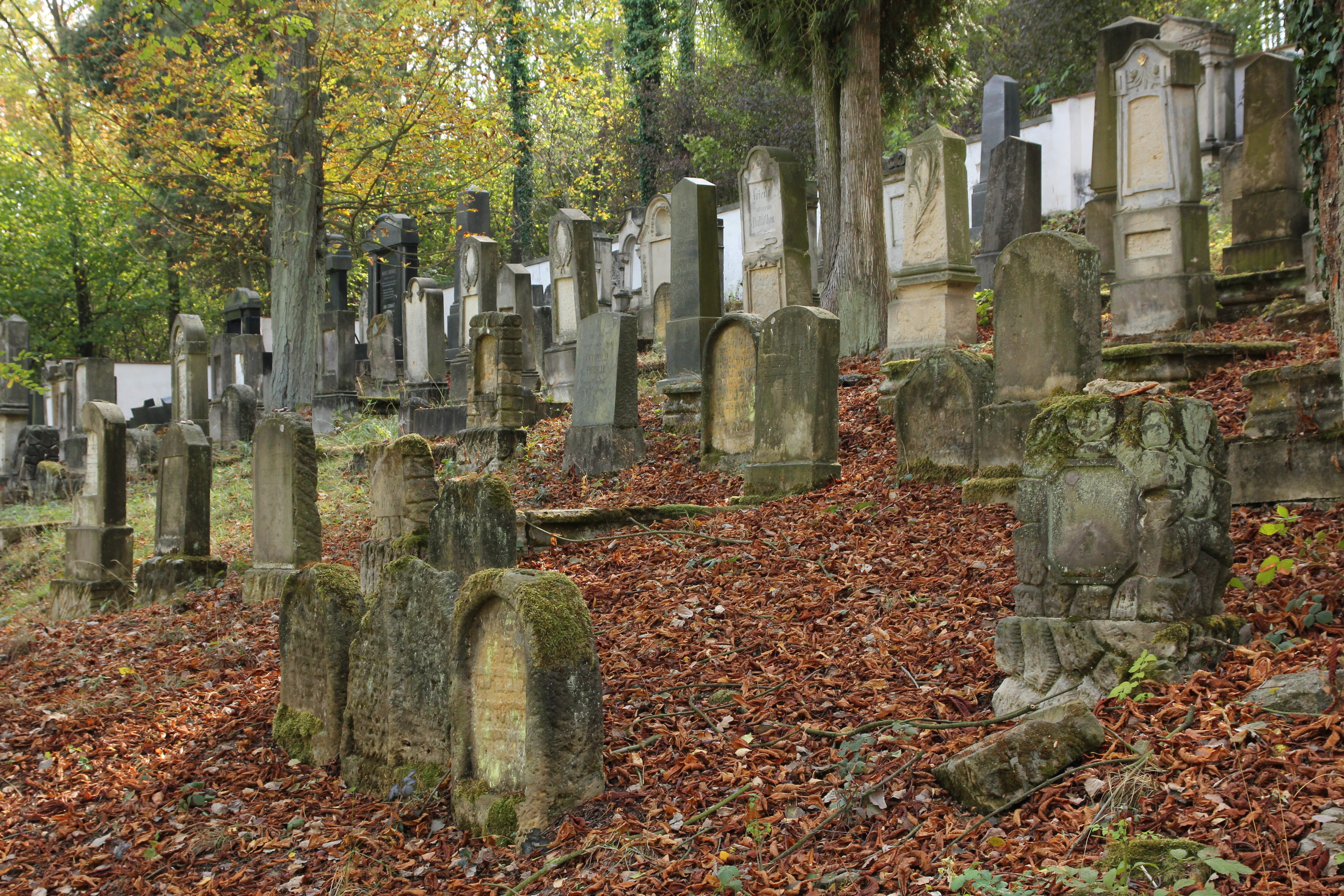
Židovský hřbitov

Jádrem prvního osídlení Úštěku byla tvrz, na jejímž místě byl později vystavěn hrad, který byl samostatně opevněn a stal se tak středem jižní části zástavby. Počátky města spadají do 13. století, ve století následujícím probíhala vnitřní výstavba města a výstavba původního kostela svatého Michala s hřbitovem na místě dnešního kostela. Ve druhé polovině 14. století bylo město opevněno hradbami z hrubě tesaných pískovcových kvádrů, které byly zdvojené ze západu, kde je město dobře přístupné. Již ve středověku tak město získalo výrazné sevřené panorama s dominantami kostela, hradu a dvou bran. V pozdní gotice probíhala přestavba a nová výstavba měšťanských domů, která většinově překryla dřívější etapy výstavby. Z té doby pochází základní podoba domů, zachovaly se i některé detaily (portály, ostění). V renesanci byly přestavěny obě městské brány a zahájena výstavba na předměstích, v části zvané České předměstí si své domy vystavělo osm židovských rodin, nově se město rozšiřovalo i na jižní straně (Podolec). V 18. století docházelo k výstavbě sakrálních památek, včetně kalvárie v Ostré, fary a kostela. Po požárech v letech 1856 a 1859 došlo k přestavbám měšťanských domů, což někdy dokonce vedlo ke slučování dvou parcel, kdy byla střecha nových objektů situovaná rovnoběžně s náměstím, čímž byl částečně narušen gotický rytmus domů kolem náměstí. Do této doby spadá také zastavování podloubí a jeho využití k obchodním účelům, stavba Ptačích domků a vybudování železnice. Zbořeny byly také obě městské brány.

## Obyvatelstvo
V roce 1830 ve městě žilo 1 496 obyvatel (z toho šedesát židů) v 265 domech. Při sčítání lidu v roce 1921 ve městě žilo 1 928 obyvatel (z toho 892 mužů), z nichž bylo 79 Čechoslováků, 1 818 Němců, 4 Židé a 27 cizinců. Výrazně převažovala římskokatolická většina, ale 31 lidí patřilo k evangelickým církvím, jeden k církvi československé, 75 k izraelské a tři lidé byli bez vyznání. Podle sčítání lidu z roku 1930 mělo město 2 061 obyvatel: 165 Čechoslováků, 1 861 Němců, sedm příslušníků jiné národnosti (z toho čtyři Židy) a 28 cizinců. Stále převažovali římští katolíci. Padesát lidí bylo evangelíky, 26 se jich hlásilo k československé církvi, 53 k izraelské, dva k jiným nezjišťovaným církvím a 51 jich bylo bez vyznání.
|           | 1869  | 1880  | 1890  | 1900  | 1910  | 1921  | 1930  | 1950  | 1961  | 1970  | 1980  | 1991  | 2001  | 2011  | 2021  |
| --------- | ----- | ----- | ----- | ----- | ----- | ----- | ----- | ----- | ----- | ----- | ----- | ----- | ----- | ----- | ----- |
| Obyvatelé | 4 174 | 5 004 | 5 390 | 3 633 | 3 304 | 4 236 | 2 980 | 2 630 | 3 350 | 3 120 | 2 036 | 1 991 | 1 950 | 1 895 | 1 522 |
| Domy      | 700   | 718   | 756   | 488   | 491   | 488   | 513   | 728   | 746   | 606   | 383   | 431   | 463   | 470   | 386   |

## Městská správa

### Části města
Katastrální výměra činí 74,93 km², z čehož téměř 60 % zabírá zemědělská půda a 30 % lesy, zastavěných je jen 1,2 % celkové plochy. Město Úštěk se skládá z celkem 24 částí (přičemž 21 z nich je vesnického charakteru) stojících v devatenácti katastrálních územích.
- k. ú. Úštěk – Úštěk-Vnitřní Město, Úštěk-České Předměstí a Úštěk-Českolipské Předměstí
- k. ú. Bílý Kostelec – Bílý Kostelec
- k. ú. Brusov – Brusov, Třebín a Zelený
- k. ú. Dolní Vysoké I – Dolní Vysoké
- k. ú. Držovice – Držovice
- k. ú. Dubičná – Dubičná
- k. ú. Habřina u Úštěku – Habřina
- k. ú. Kalovice – Kalovice
- k. ú. Konojedy u Úštěku – Konojedy
- k. ú. Lhota u Úštěku – Lhota
- k. ú. Ličenice – Ličenice
- k. ú. Lukov u Úštěku – Lukov
- k. ú. Ostré – Ostré
- k. ú. Rašovice u Kalovic – Rašovice
- k. ú. Robeč – Robeč
- k. ú. Rochov u Tetčiněvsi – Rochov
- k. ú. Starý Týn – Starý Týn
- k. ú. Tetčiněves – Tetčiněves
- k. ú. Vědlice – Vědlice a Julčín

Severně od města (v oblasti mezi Úštěkem, Habřinou a Starým Týnem), v místech severovýchodního břehu dnešního rybníka Chmelař, se do konce padesátých let 20. století nacházela osada Zelená Ves, zlikvidovaná v souvislosti s výstavbou výše zmíněné nádrže.

### Městské symboly
Vlajka byla městu udělena rozhodnutím předsedy Poslanecké sněmovny Parlamentu České republiky dne 14. ledna 2000.

## Hospodářství
Nejdůležitějším pracovním odvětvím je tradičně zemědělství, zejména pěstování a zpracování chmele. Ke konci 20. století zde byla též výroba čalouněných židlí (Kovobel), kovového kancelářského nábytku (Kovos) a silonových punčoch (Elite). Drobný průmysl nábytku je tu i po roce 1989. Nejvíce podnikatelských subjektů působí ve stavebnictví, dále pak ve velkoobchodě a maloobchodě, opravách motorových vozidel, průmyslu a v ubytování, stravování a pohostinství. Rozvíjející se turistický ruch do Úštěku přivádí do města množství návštěvníků, především pak v letních měsících. Jedním z hlavních problémů města Úštěk je vysoká nezaměstnanost.
V památkové rezervaci se každoročně začátkem srpna koná tradiční jarmark, jakož i jiné slavnosti, oživené ochotnickými spolky.

## Doprava
Podél okraje města vede silnice I/15. Souběžně s ní město míjí také železniční trať Lovosice – Česká Lípa, na které se nachází stanice Úštěk.

## Pamětihodnosti

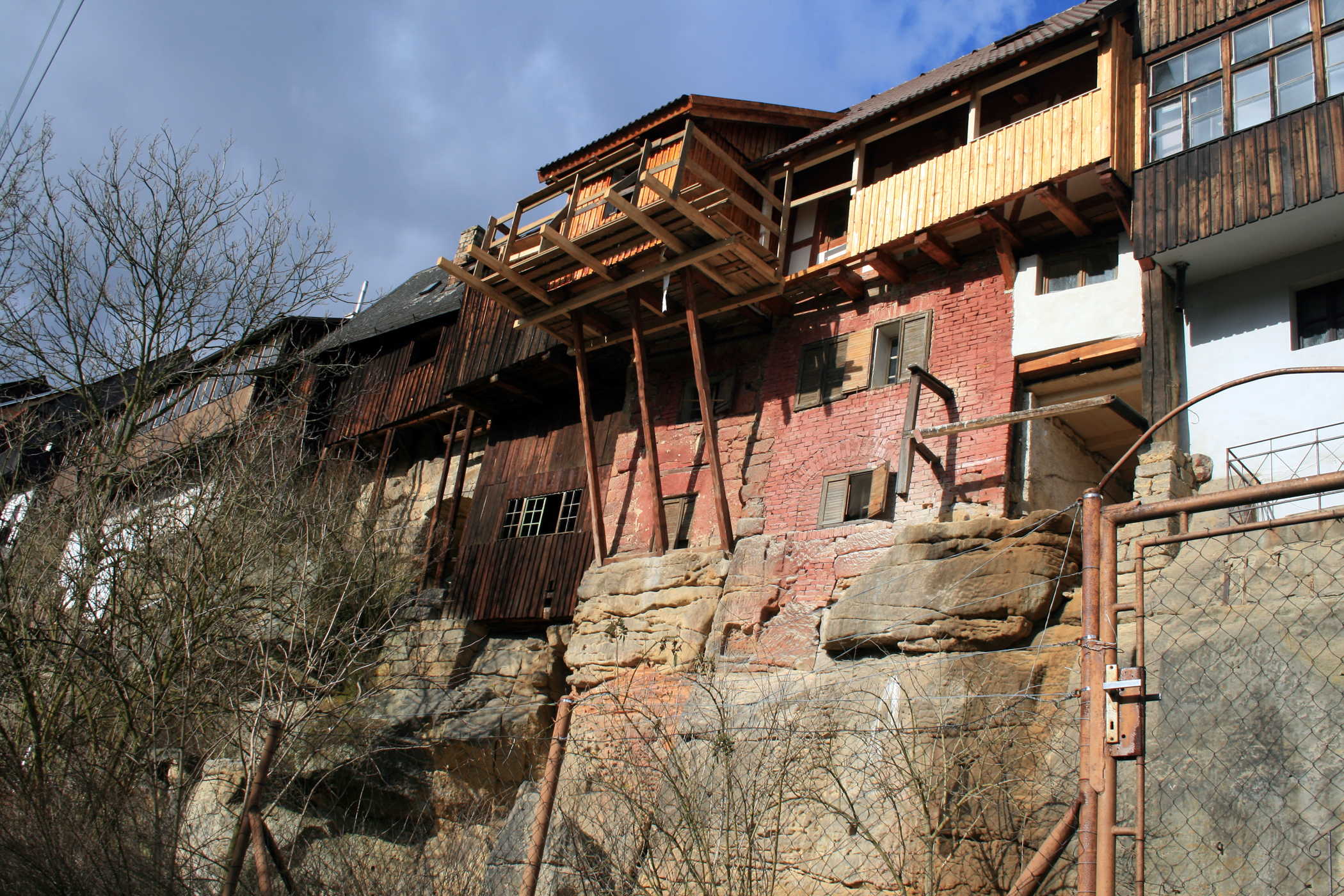
Ptačí domky

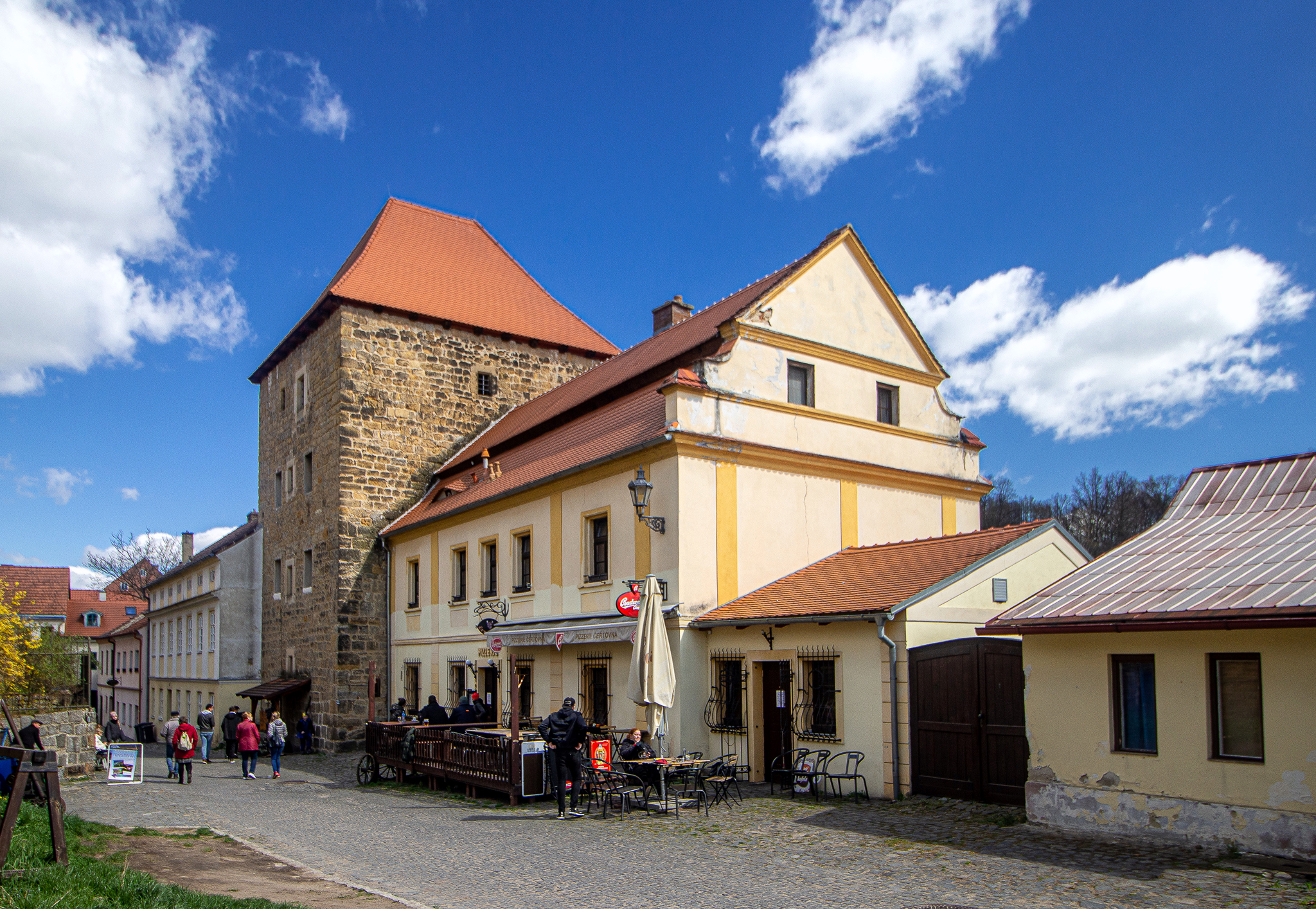
Ulice Panský dvůr s Pikartskou věží

- Úštěcký hrad ze 14. století, později přestavěný na residenci a pivovar
- Četné pozdně středověké domy na náměstí, zčásti s podloubím
- Ptačí domky, drobné domky na skále nad údolím v jihozápadní části města, postaveny v polovině 19. století italskými dělníky, kteří zde stavěli železnici.
- Městské opevnění, pozůstatky hradeb, včetně Pikartské věže, Roudnické branky a Západní brány
- Pikartská věž, masivní součást městského opevnění (1428), slouží dnes mimo jiné jako výstavní síň.
- Velký pozdně barokní kostel sv. Petra a Pavla z let 1764–1772, jednolodní stavba s bočními emporami a jednou věží v průčelí. Zařízení většinou barokní, obraz na hlavním oltáři namaloval roku 1656 Karel Škréta.
- Budova děkanství na náměstí z roku 1722, připisovaná litoměřickému architektovi O. Broggiovi
- Synagoga v Podskalské ulici, věžová stavba z roku 1794, která byla jádrem úštěcké židovské obce, opravená 2011
- Židovský hřbitov založený v 15. století a činný do roku 1938
- Jezuitský dvůr, z něhož je dnes k vidění zděná barokní brána se štítem a letopočtem 1677
- Hřbitovní kaple Nejsvětější Trojice z roku 1670[20]
- Kudlichův pomník na náměstí, původně pomník císaři Josefu II. (1881), v roce 1924 přetvořen a v roce 2000 obnoven
- Křížový mlýn
- Dolní mlýn

Jižně od města se nachází přírodní rezervace Na Černčí.

## Rodáci
- Johann Absolon (* 1747), hudebník

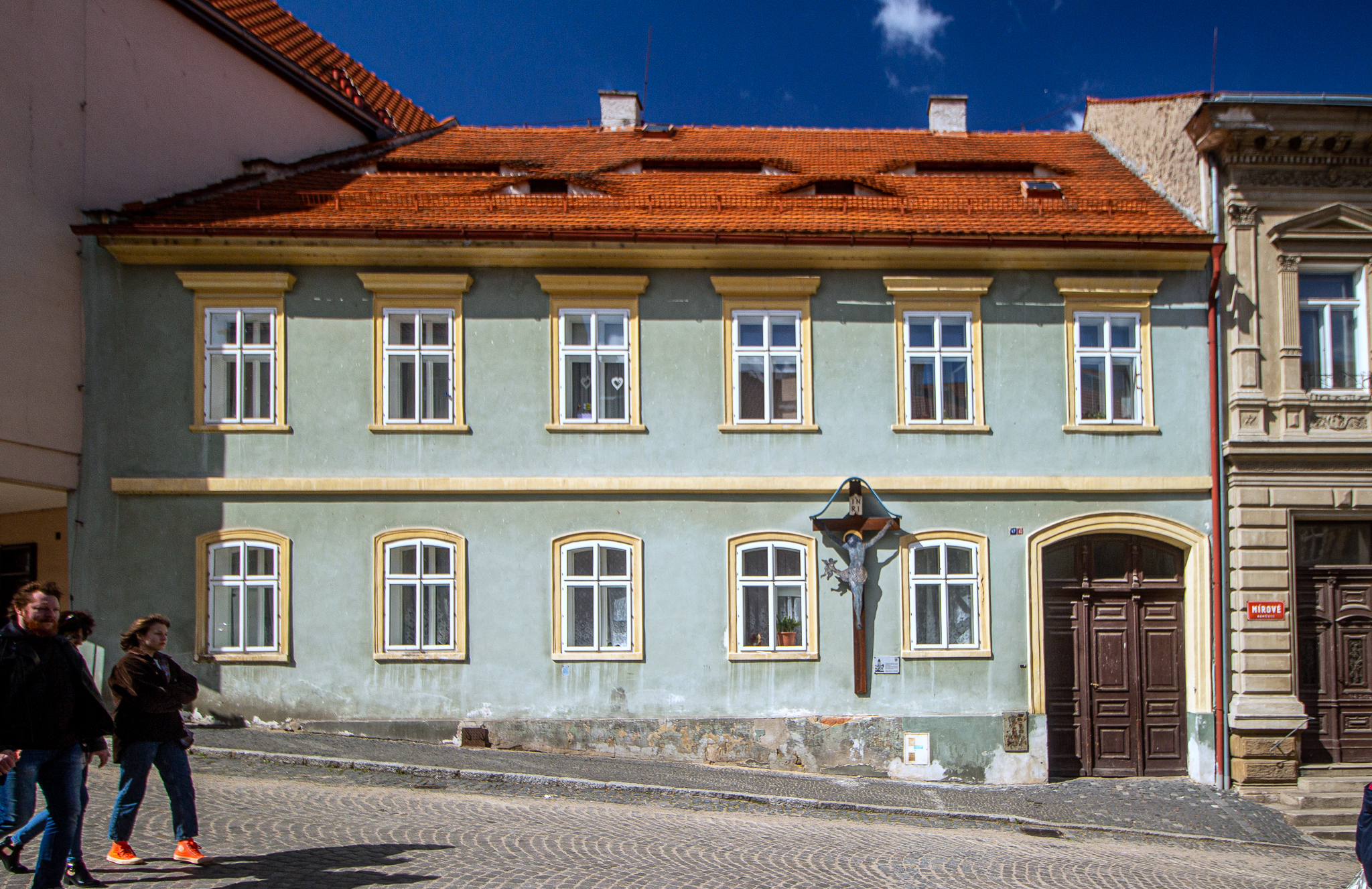
Rodný dům Aloise Klara

- Alois Klar (1763–1833), filolog a filantrop, jeden ze zakladatelů Klárova ústavu pro slepce
- Alfred Ölschlegel (1847–1915), hudební skladatel, varhanní virtuóz[10]
- Rudolf Schmidt (* 1882), politik
- Ferdinand Klimt (1927–2016), německý sportovní lékař a pediatr
- Dietmar Linke (* 1940), německý chemik a vysokoškolský učitel

## Galerie

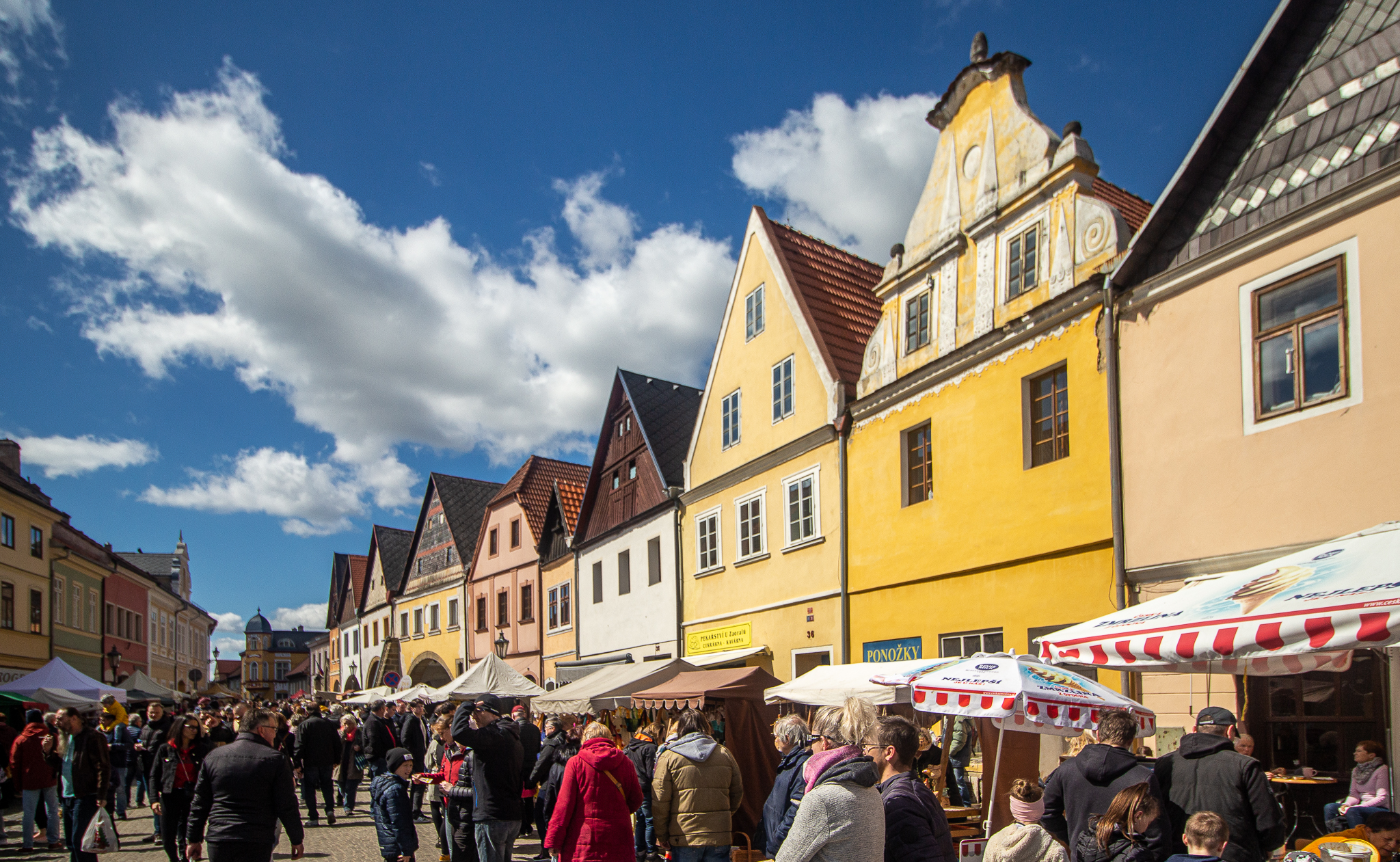
Úštěcký jarmark 2022
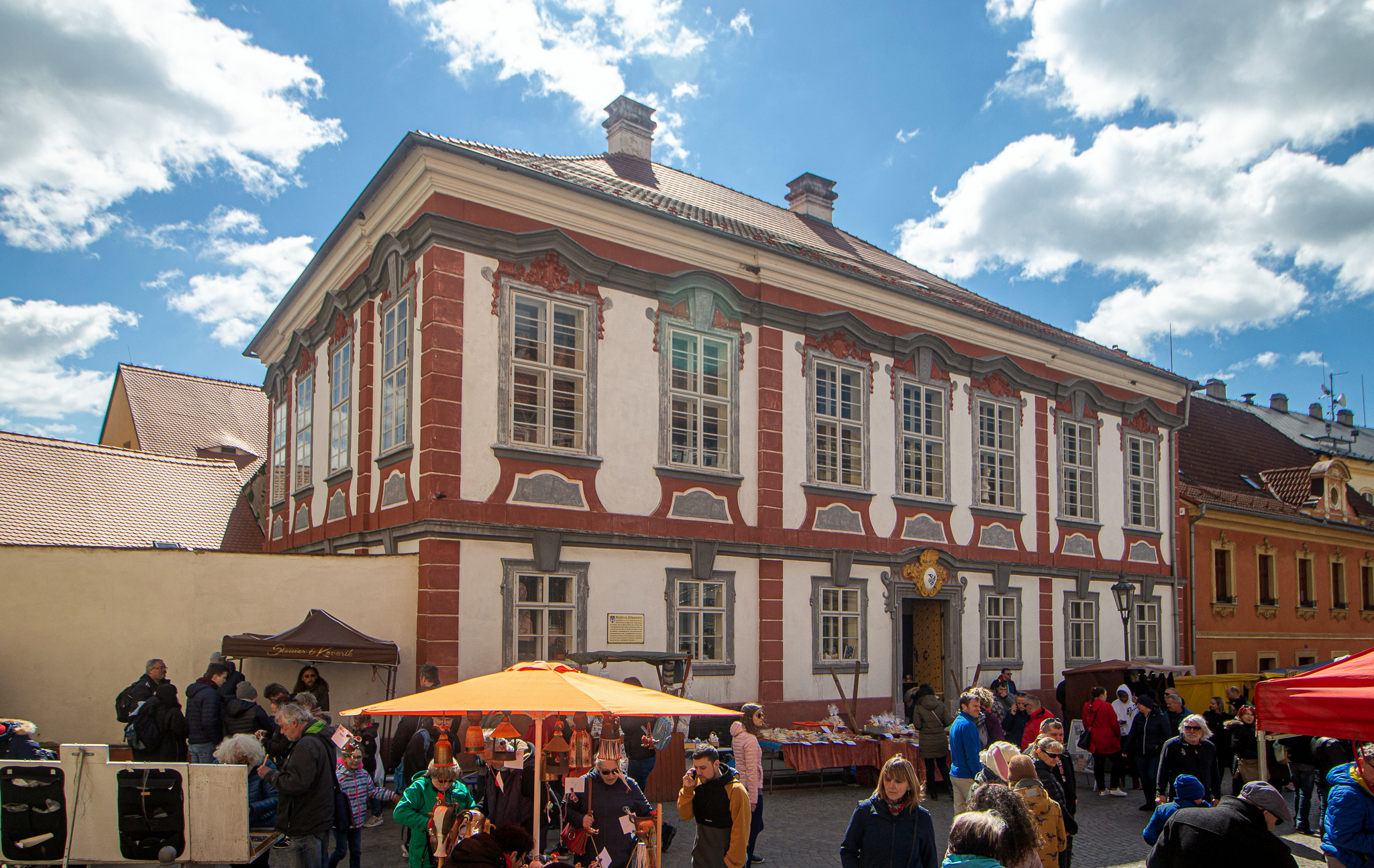
Děkanství z roku 1722
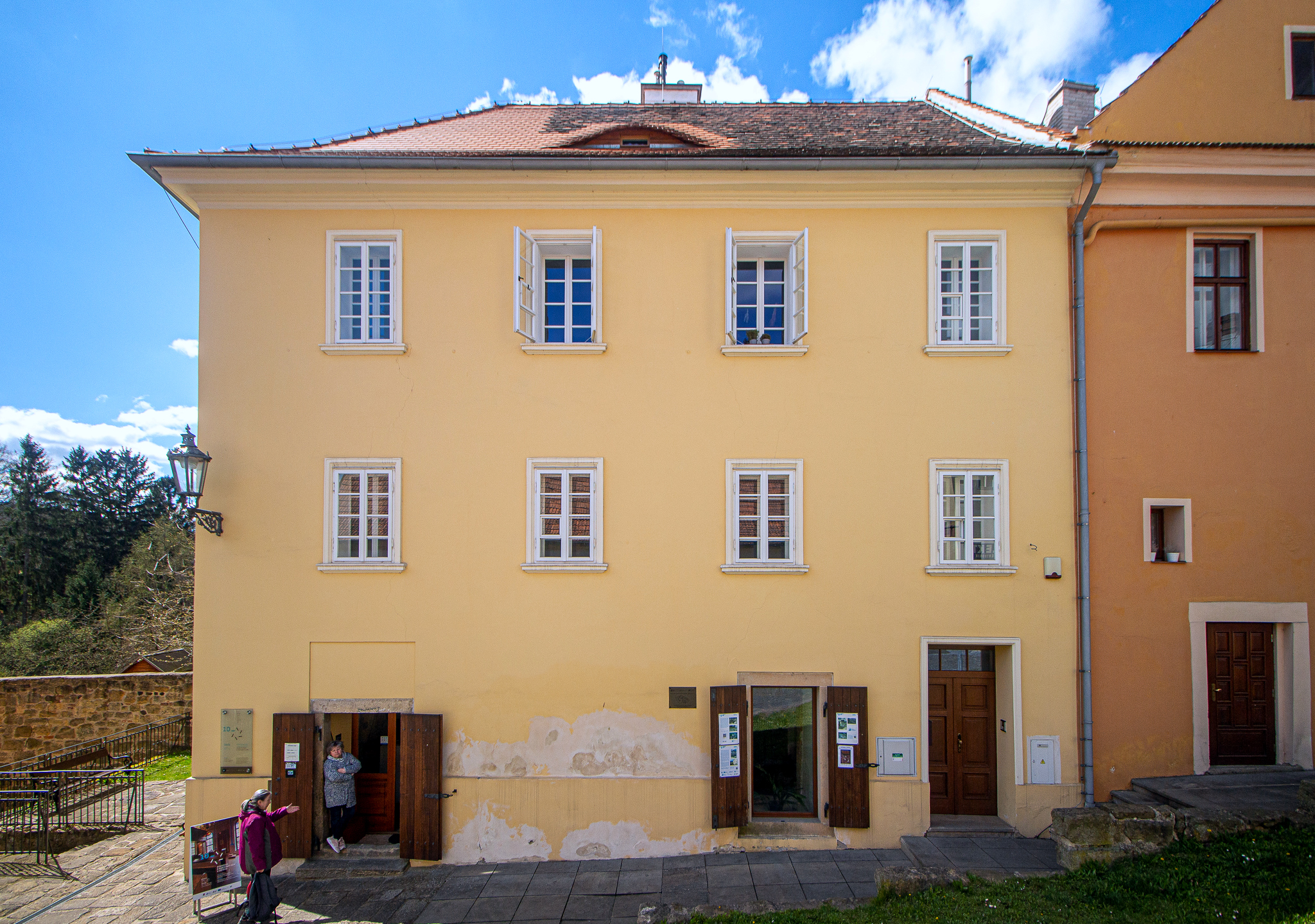
Rabínský dům u synagogy
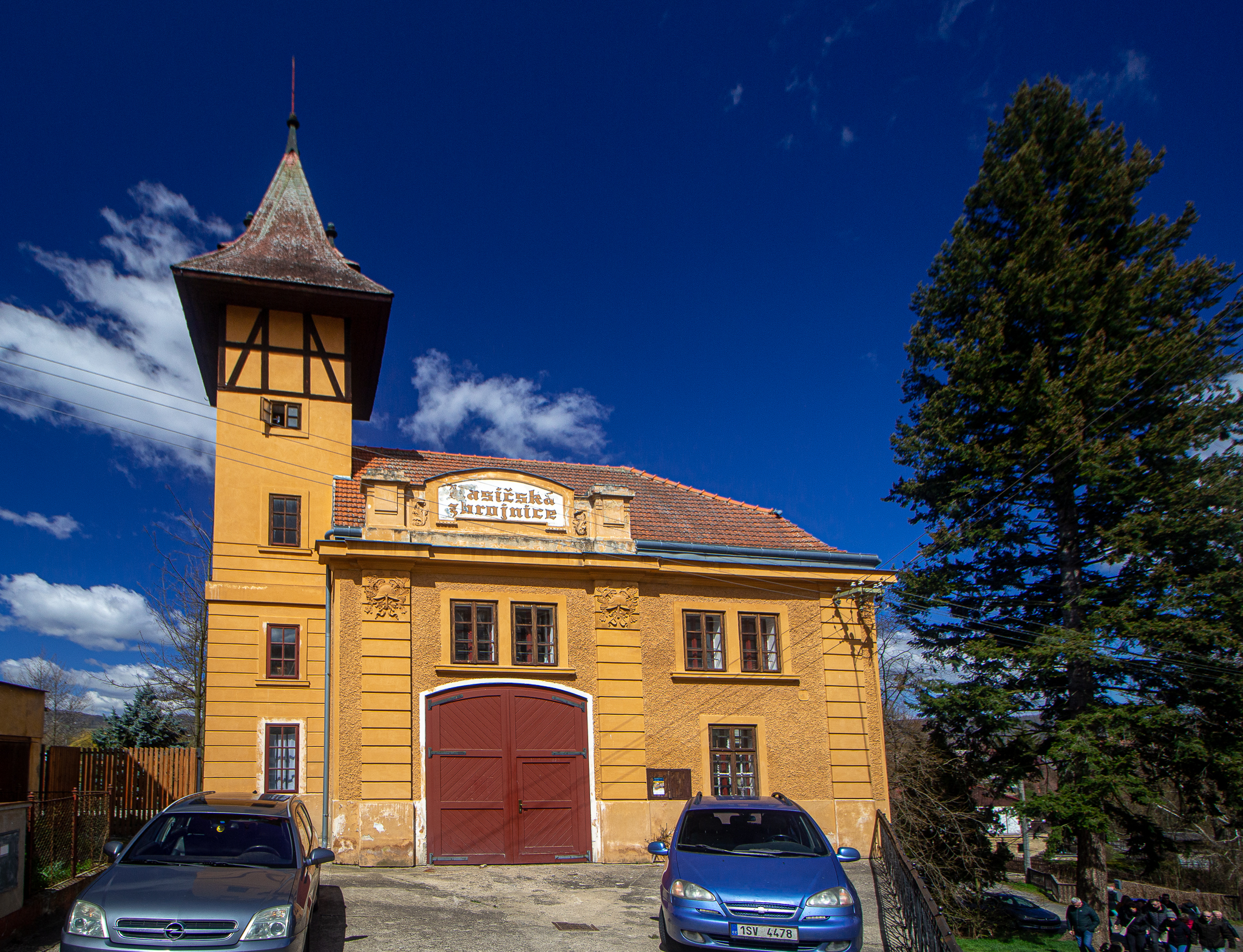
Historická hasičská zbrojnice
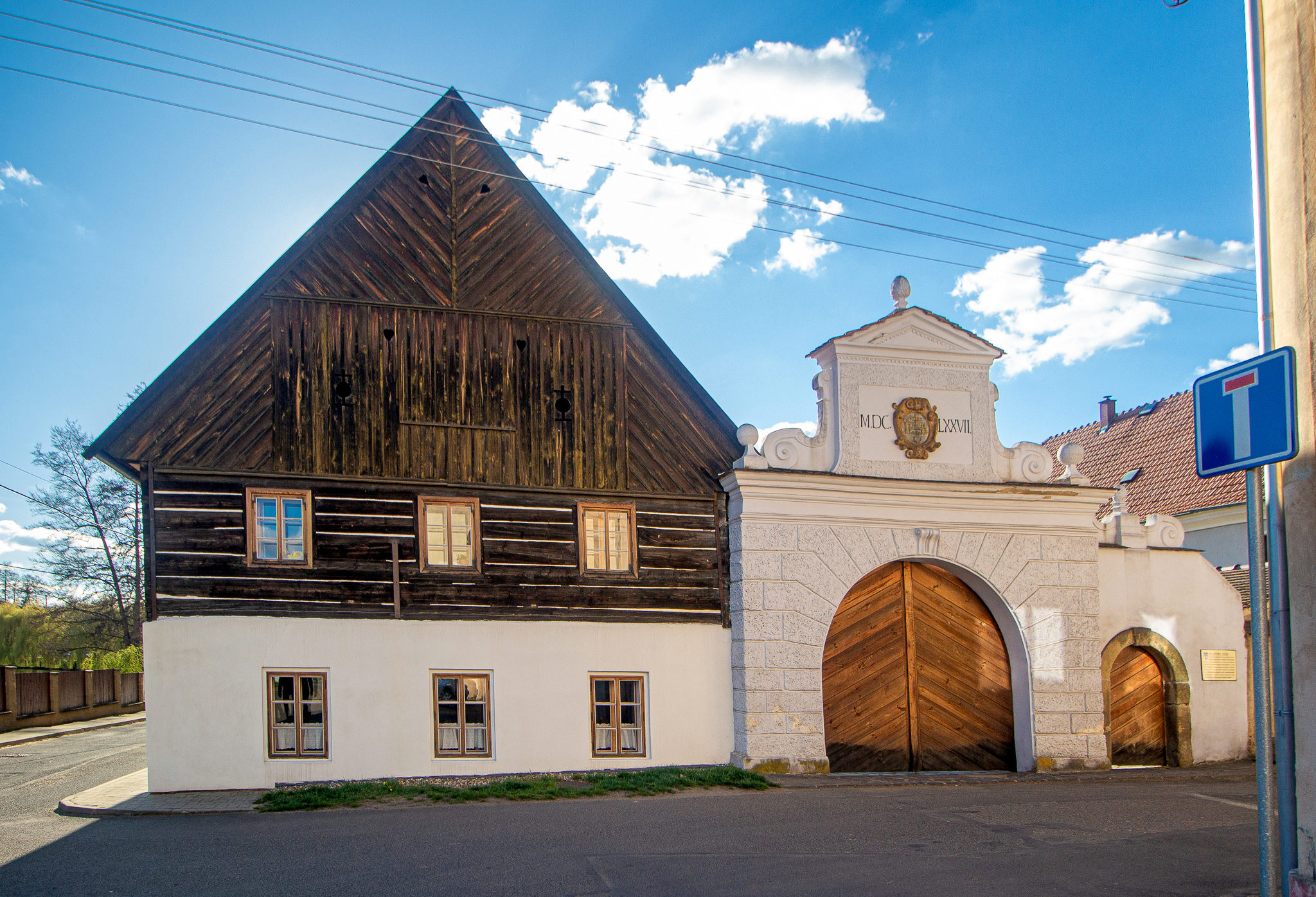
Jezuitský dvůr
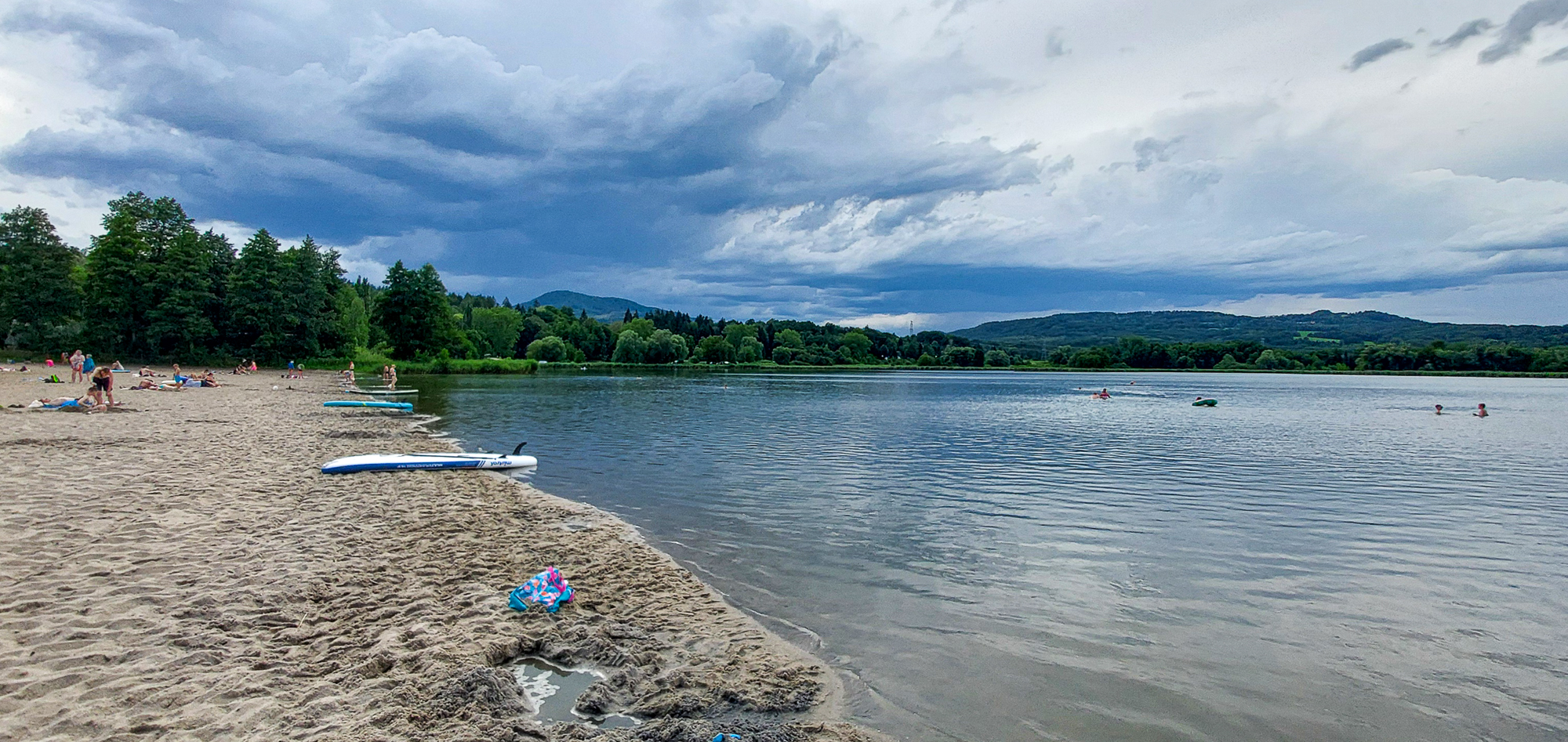
Rybník Chmelař